# Стојнци
Стојнци (словен. Stojnci) су насељено место у општини Марковци, Подравска регија, Словенија.

## Историја
До територијалне реорганизације у Словенији били су у саставу старе општине Птуј.

## Становништво
У попису становништва из 2011. године, Стојнци су имали 869 становника.
| Број становника према пописима | Број становника према пописима | Број становника према пописима |
| ------------------------------ | ------------------------------ | ------------------------------ |
| 1991                           | 2002                           | 2011                           |
| 866                            | 847                            | 869                            |

Напомена: Године 2015. повећано за део насеља Загојичи (Горишница). Исте године извршена је мања размена територија између насеља Муретинци (Горишница) и Стојнци.